# Marc Alexandre
Marc Alexandre, (* 30. října 1959 Paříž, Francie) je bývalý francouzský zápasník – judista, olympijský vítěz z roku 1988.

## Sportovní kariéra
Členem francouzské reprezentace byl od počátku osmdesátých let, ale řadu let byl v pozadí za krajanem Thierry Reyem. V roce 1984 však vyhrál francouzské mistrovství a zajistil si účast na mistrovství Evropy, které nakonec i vyhrál. Na podzim téhož roku získal nominaci na olympijské hry v Los Angeles. Jeho osobní technikou byla uči-mata, ale výjimečně za jí dostával ippon. Byl typickým představitel francouzské judistické školy, zaměřené především na taktiku, bojoval z hlubokého předklonu a body získával za kontrachvaty. Na olympijských hrách v Los Angeles nakonec vybojoval bronzovou olympijskou medaili, když prohrál jediný zápas na hantei s Japoncem Macuokou.
Od roku 1987 startoval v lehké váze, ve které okamžitě zazářil a na mistrovství světa v Essenu si zajistil druhým místem účast na olympijských hrách v Soulu v roce 1988. Los neměl jednoduchý, ale dokázal se na své evropské soupeře připravit a získal zlatou olympijskou medaili. Sportovní kariéru ukončil v roce 1990. Věnuje se trenérské práci, ve Vigneux-sur-Seine má své dojo.

## Výsledky
| Turnaj             | 1984           | 1985           | 1986           | 1987       | 1988       | 1989       |
| Turnaj             | 25             | 26             | 27             | 28         | 29         | 30         |
| Turnaj             | pololehká váha | pololehká váha | pololehká váha | lehká váha | lehká váha | lehká váha |
| ------------------ | -------------- | -------------- | -------------- | ---------- | ---------- | ---------- |
| Olympijské hry     | 3.             |                |                |            | 1.         |            |
| Mistrovství světa  |                | úč.            |                | 2.         |            | 5.         |
| Mistrovství Evropy | 1.             | 2.             | 3.             | —          | ?          | 3.         |

## Podrobnější výsledky

### Olympijské hry
| Rok      | Kategorie       |  | 1/64      | 1/32                          | 1/16                          | čtvrtfinále                  | semifinále                      | o bronz                           | finále                  |
| -------- | --------------- |  | --------- | ----------------------------- | ----------------------------- | ---------------------------- | ------------------------------- | --------------------------------- | ----------------------- |
| LOH 1984 | superlehká váha |  | volný los | výhra – 2:25/kks Max Narváez  | výhra – kok/dab Brad Farrow   | výhra – (yus) Franc Očko     | prohra – (yus) Jošijuki Macuoka | výhra – yuk/uma Stephen Gawthorpe | —                       |
| LOH 1988 | superlehká váha |  | volný los | výhra – 3:52/? Ousmane Camara | výhra – (yus) Bertalan Hajtós | výhra – yuk/shi Joaquín Ruiz | výhra – kok/? Giorgi Tenadze    | —                                 | výhra – kok/? Sven Loll |

### Mistrovství světa
| Rok     | Kategorie      |  | 1/64      | 1/32                | 1/16                 | čtvrtfinále                | semifinále           | opravy                 | opravy                      | o bronz               | finále            |
| ------- | -------------- |  | --------- | ------------------- | -------------------- | -------------------------- | -------------------- | ---------------------- | --------------------------- | --------------------- | ----------------- |
| MS 1985 | pololehká váha |  | x         | výhra Stefan Buben  | prohra Brad Farrow   | —                          | —                    | —                      | —                           | —                     | —                 |
| MS 1987 | lehká váha     |  | volný los | výhra Kerrith Brown | výhra Sven Loll      | výhra Hartley Jones        | výhra Steffen Stranz | —                      | —                           | —                     | prohra Mike Swain |
| MS 1987 | lehká váha     |  | volný los | výhra Li Ju-wgi     | výhra Ismael Borboña | prohra – ?/oej I Čchang-su | —                    | výhra Olivier Cantieni | výhra Majemite Omagbaluwaje | prohra Giorgi Tenadze | —                 |